# Gspaltenhorn
O Gspaltenhorn com  3 436  m de altura é uma montanha nos Alpes berneses situado no Vale de Kandertal no cantão de Berna na Suíça.